# Supercoppa europea 1997 (pallavolo maschile)
La Supercoppa europea di pallavolo maschile 1997 si è svolta dal 1º al 2 novembre 1997 a Bree, in Belgio: al torneo hanno partecipato 4 squadre di club europee e la vittoria finale è andata per la seconda volta consecutiva al Cuneo Volley Ball Club.

## Regolamento
Le squadre hanno disputato semifinali, finale per il terzo posto e finale.

## Torneo

### Tabellone
|  | Semifinali    | Semifinali    | Semifinali |        |       | Finale             | Finale             | Finale             |  |
|  |               |               |            |        |       |                    |                    |                    |  |
|  | Cuneo         | Cuneo         | 3          |        |       |                    |                    |                    |  |
|  | Cuneo         | Cuneo         | 3          |        |       |                    |                    |                    |  |
|  | Maaseik       | Maaseik       | 0          |        |       |                    |                    |                    |  |
|  | Maaseik       | Maaseik       | 0          |        | Cuneo | Cuneo              | 3                  |                    |  |
|  |               |               |            |        | Cuneo | Cuneo              | 3                  |                    |  |
|  |               |               | Modena     | Modena | 1     |                    |                    |                    |  |
|  | Modena        | Modena        | Modena     | Modena | 1     | 3                  |                    |                    |  |
|  | Modena        | Modena        |            |        |       | 3                  |                    |                    |  |
|  | Porto Ravenna | Porto Ravenna | 0          |        |       | Finale 3º/4º posto | Finale 3º/4º posto | Finale 3º/4º posto |  |
|  | Porto Ravenna | Porto Ravenna | 0          |        |       |                    |                    |                    |  |
|  |               |               |            |        |       |                    |                    |                    |  |
|  |               |               |            |        |       | Porto Ravenna      | Porto Ravenna      | 3                  |  |
|  |               |               |            |        |       | Porto Ravenna      | Porto Ravenna      | 3                  |  |
|  |               |               |            |        |       | Maaseik            | Maaseik            | 1                  |  |

### Risultati

#### Semifinali
| 1º novembre 1997 - ore 18:00 Expodroom, Bree | Modena | 3 - 0 | Porto Ravenna | 15-8, 15-12, 16-14 |
| 1º novembre 1997 - ore 15:00 Expodroom, Bree | Cuneo  | 3 - 0 | Maaseik       | 15-7, 15-6, 15-8   |

#### Finale 3º posto
| 2 novembre 1997 - ore 12:30 Expodroom, Bree | Porto Ravenna | 3 - 1 | Maaseik | 12-15, 15-10, 15-5, 15-6 |

#### Finale
| 2 novembre 1997 - ore 15:30 Expodroom, Bree | Cuneo | 3 - 1 | Modena | 12-15, 15-9, 15-5, 15-6 |